# Oklahoma Tornado Outbreak

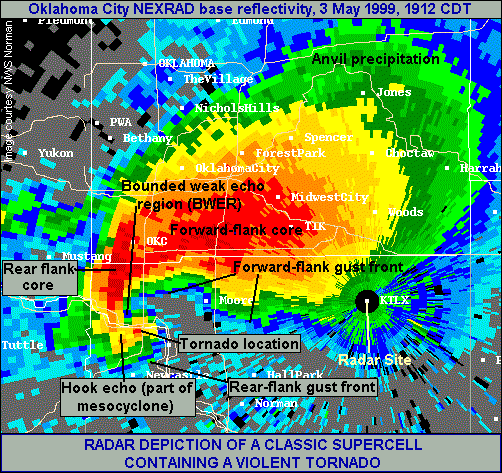
Radarecho des stärksten Tornados aus dem Oklahoma Tornado Outbreak (NEXRAD-Aufnahme, 19:12 Uhr)

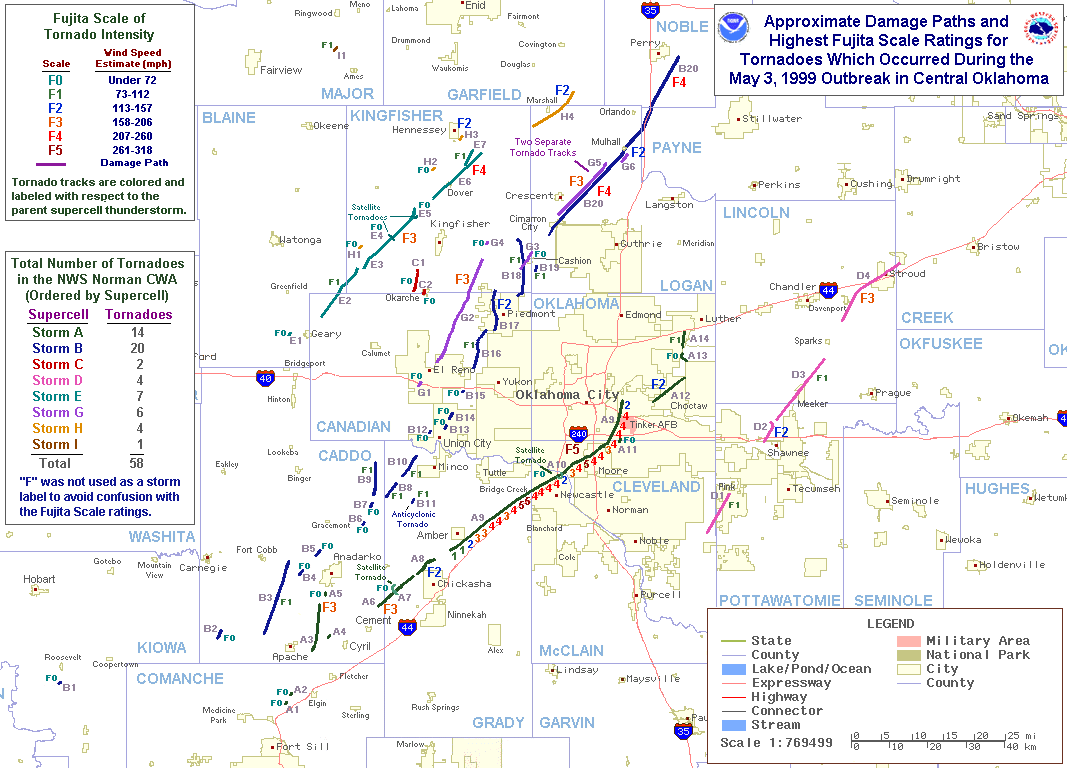
Spuren der Tornados

Der Oklahoma Tornado Outbreak vom 3. bis 6. Mai 1999 war eine der bis dahin schlimmsten Naturkatastrophen in den USA.
Am 3. Mai fegten innerhalb von elf Stunden mehr als 70 Tornados über Texas, Oklahoma und Kansas hinweg. Die Kleinstadt Bridge Creek, ca. 40 km südwestlich von Oklahoma City gelegen, wurde am schlimmsten getroffen. In nur 15 Minuten zerstörte ein Tornado der Stärke F5 (vgl. Fujita-Tornado-Skala) den Ort. Viele Menschen suchten Schutz in der Schulturnhalle, einem der wenigen verbliebenen Gebäude. Zahlreiche Personen erlitten schwerste Verletzungen durch herumfliegende Trümmer und Gegenstände. Der Tornado, der zwei Stunden anhielt und 1,6 km breit war, ist mit 511 km/h der Tornado mit der höchsten Windgeschwindigkeit, die je gemessen wurde. Mit 496 ± 33 km/h, gemessen von einem mobilen Doppler-Radar um 18:54 Uhr bei Bridge Creek, lag sie im oberen Bereich der Klasse F5 der Fujita-Skala; die obere Fehlergrenze reicht sogar in den F6-Bereich.
Insgesamt kamen an diesem Tag 48 Menschen ums Leben, 36 davon tötete der Bridge-Creek-Tornado. Über 10.500 Wohngebäude und Geschäfte wurden zerstört. Der Sachschaden belief sich auf über 1,2 Mrd. US-Dollar, den größten Sachschaden, den je einzelne Tornados in der Geschichte der Vereinigten Staaten anrichteten.
Eine Gewitterfront mit  derart verheerenden Stürmen gab es bislang nur im Mai 1999 in Oklahoma. Meteorologen und Wissenschaftler vermuten bei einigen dieser Tornados sogar die Stärke F6 auf der Skala. Genauere Messergebnisse gibt es davon allerdings nicht.

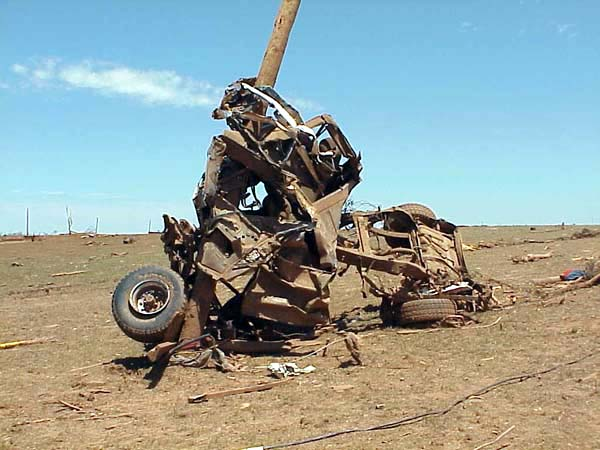
Zerstörtes Auto